# Hanna Pettersson (fotbollsspelare)
Hanna Pettersson, född 10 november 1987, är en svensk fotbollsspelare som har spelat i Damallsvenskan för Stattena IF, KIF Örebro DFF, Umeå IK och Piteå IF.
I april 2010 gjorde Pettersson två mål i sin debutmatch för Umeå, en Champions-League-semifinal mot Lyon.